# Liste der Biografien/Linz
Liste der Biografien |
Portal Biografien |
Personensuche
# |
A |
B |
C |
D |
E |
F |
G |
H |
I |
J |
K |
L |
M |
N |
O |
P |
Q |
R |
S |
T |
U |
V |
W |
X |
Y |
Z |
?
 
La |
Lb |
Lc |
Le |
Lg |
Lh |
Li |
Lj |
Ll |
Lm |
Lo |
Lp |
Lt |
Lu |
Lv |
Lw |
Lx |
Ly |
Lz
 
Lia |
Lib |
Lic |
Lid |
Lie |
Lif |
Lig |
Lih |
Lii |
Lij |
Lik |
Lil |
Lim |
Lin |
Lio |
Lip |
Liq |
Lir |
Lis |
Lit |
Liu |
Liv |
Liw |
Lix |
Liy |
Liz
 
Lina |
Linb |
Linc |
Lind |
Line |
Linf |
Ling |
Linh |
Lini |
Linj |
Link |
Linl |
Linn |
Lino |
Linp |
Lins |
Lint |
Linu |
Linv |
Linw |
Linx |
Liny |
Linz
Die Liste der Biografien führt alle Personen auf, die in der deutschsprachigen Wikipedia einen Artikel haben. Dieses ist eine Teilliste mit 37 Einträgen von Personen, deren Namen mit den Buchstaben „Linz“ beginnt.

## Linz
- Linz, Alex D. (* 1989), US-amerikanischer Schauspieler
- Linz, Amélie (1824–1904), deutsche Schriftstellerin
- Linz, Ernst (1894–1980), deutscher Rechtsanwalt
- Linz, Eugen (1889–1954), ungarisch-deutscher Dramatiker
- Linz, Franz (1908–1983), deutscher Kommunalpolitiker, Bürgermeister von Bad Godesberg
- Linz, Friedrich (1860–1937), deutscher Lehrer und Politiker (Freikonservativ, DNVP), MdR, MdL
- Linz, Juan (1926–2013), deutsch-spanischer Politikwissenschaftler
- Linz, Karl (* 1869), deutscher Jurist und Senatspräsidenten beim Reichsgericht
- Linz, Manfred (1945–2004), deutscher Fußballspieler
- Linz, Marta (1898–1982), ungarisch-deutsche Violinistin, Pianistin, Dirigentin und Komponistin
- Linz, Max (* 1984), deutscher Regisseur
- Linz, Paul (* 1956), deutscher Fußballspieler und -trainer
- Linz, Pia (* 1964), deutsche Künstlerin und Hochschullehrerin
- Linz, Posa Claudius (1806–1871), deutscher Beamter und Abgeordneter
- Linz, Richard (1814–1893), preußischer Verwaltungsbeamter und Landrat des Landkreises Ottweiler
- Linz, Roland (* 1981), österreichischer FußballspielerRoland Linz (* 1981)

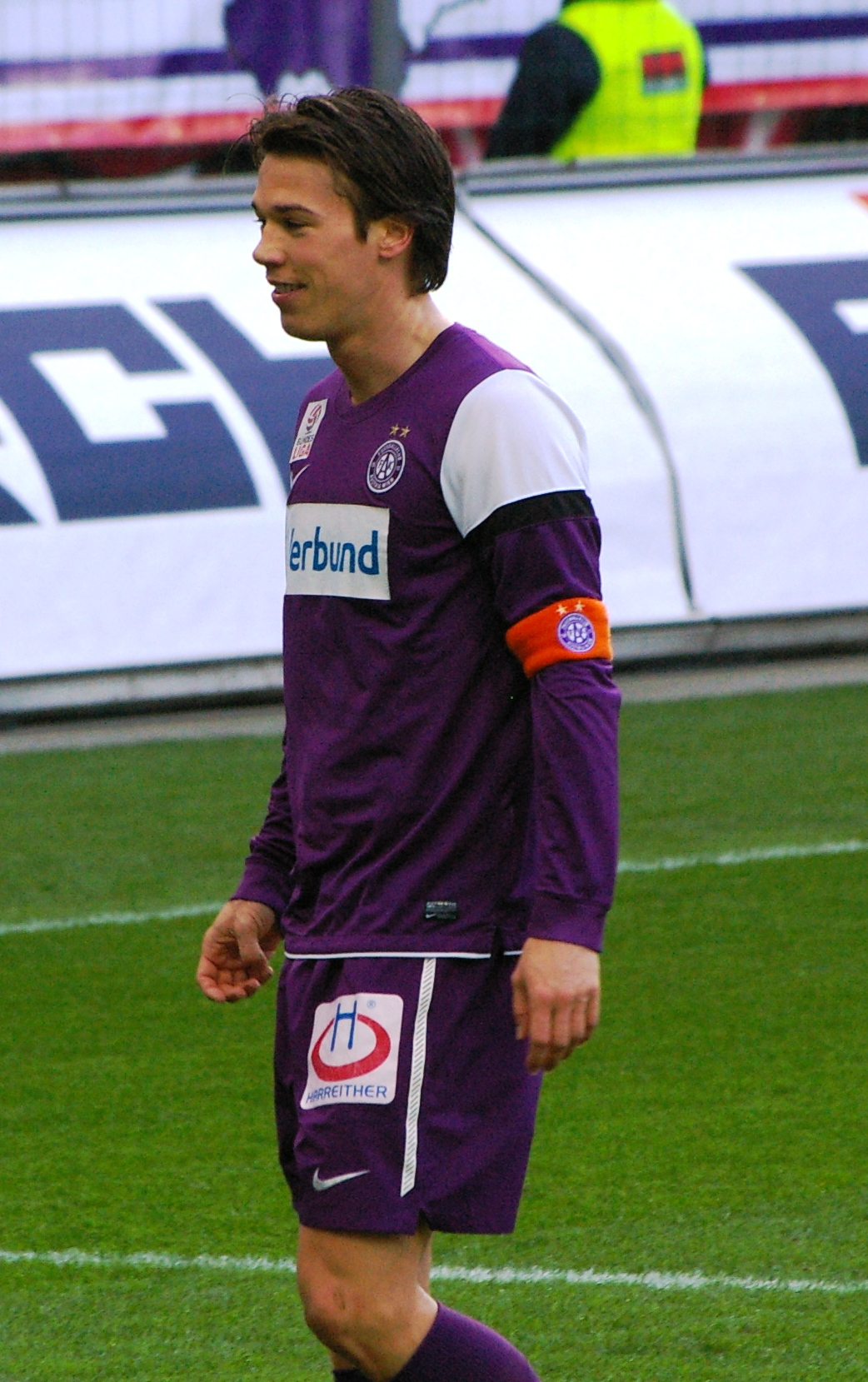
Roland Linz (* 1981)

- Linz, Sebastian (* 1980), deutscher Theaterregisseur
- Linz, Theo (1928–2009), österreichischer Maler, Zeichner, Kulturjournalist, Regisseur
- Linz, Wilhelm (1850–1925), deutscher Jurist und Politiker (Zentrum), MdL

### Linzb
- Linzbach, Johannes (1909–1984), deutscher Mediziner

### Linze
- Linze, Jacques-Gérard (1925–1997), belgischer Dichter und Schriftsteller französischer Sprache
- Linzeler, Robert (1872–1941), französischer Segler
- Linzen, Bernt (1931–1988), deutscher Zoologe, Biochemiker und Physiologe
- Linzen, Heinrich (1886–1942), Kunstmaler zu Aachen und Weimar
- Linzen, Karl (1874–1939), deutscher Schriftsteller
- Linzen-Gebhardt, Hilde (1890–1965), deutsche Malerin
- Linzenich, Ferdinand (* 1956), deutscher Kabarettist, Unternehmer, Motivationstrainer und Moderator
- Linzer, Claudia (* 1979), österreichische Filmeditorin
- Linzer, Dani (* 1978), österreichische Radiomoderatorin
- Linzer, Martin (1931–2014), deutscher Theaterkritiker
- Linzer, Michael (* 1989), österreichischer Tennisspieler
- Linzer, Milan (1937–2019), österreichischer Politiker (ÖVP), Mitglied des Bundesrates, MdEP
- Linzey, Alicia V. (* 1943), US-amerikanische Biologin und Mammalogin
- Linzey, Andrew (* 1952), britischer anglikanischer Priester, Theologe, Autor

### Linzi
- Linzinger, Ludwig (1860–1929), deutscher und österreichischer Bildhauer und Altarbauer

### Linzm
- Linzmaier, Manfred (* 1962), österreichischer Fußballtrainer
- Linzmajer, Marc (* 1984), deutscher Wirtschaftswissenschaftler und Hochschullehrer